# Osuské
Osuské este o comună slovacă, aflată în districtul Senica din regiunea Trnava. Localitatea se află la altitudinea de 218 m deasupra n.m., se întinde pe o suprafață de 11,61 km2 și în 2017 număra 611 locuitori.

## Istoric
Localitatea Osuské este atestată documentar din 1262.

## Demografie
| An:                | 1994 | 2004   | 2014   | 2024   |
| ------------------ | ---- | ------ | ------ | ------ |
| Număr de persoane: | 629  | 614    | 606    | 587    |
| Diferență:         |      | −2,38% | −1,30% | −3,13% |

| An:                | 2023 | 2024   |
| ------------------ | ---- | ------ |
| Număr de persoane: | 597  | 587    |
| Diferență:         |      | −1,67% |